# Старий Подось
Старий Подось (пол. Stary Podoś) — село в Польщі, у гміні Плоняви-Брамура Маковського повіту Мазовецького воєводства.
Населення — 139 осіб (2011).
У 1975-1998 роках село належало до Остроленцького воєводства.

## Демографія
Демографічна структура станом на 31 березня 2011 року:
|          | Загалом | Допрацездатний вік | Працездатний вік | Постпрацездатний вік |
| -------- | ------- | ------------------ | ---------------- | -------------------- |
| Чоловіки | 70      | 11                 | 48               | 11                   |
| Жінки    | 69      | 12                 | 39               | 18                   |
| Разом    | 139     | 23                 | 87               | 29                   |